# (1288) Santa
(1288) Santa es un asteroide perteneciente al cinturón de asteroides descubierto el 26 de agosto de 1933 por Eugène Joseph Delporte desde el Real Observatorio de Bélgica, Uccle.

## Designación y nombre
Santa se designó al principio como 1933 QM.
Se desconoce la razón del nombre.

## Características orbitales
Santa orbita a una distancia media de 2,884 ua del Sol, pudiendo alejarse hasta 3,072 ua. Tiene una inclinación orbital de 7,573° y una excentricidad de 0,06518. Emplea en completar una órbita alrededor del Sol 1789 días.